# Туркі бін Саїд
Туркі бін Саїд (араб. تركي بن سعيد; нар. 1832 — 4 червня 1888) — султан Маскату і Оману в 1870—1888 роках.

## Життєпис
Походив з династії Бусаїдів. П'ятий син Саїда бін Султана, султана Маскату, Оману і Занзібара. Після смерті батька 1856 року почалася боротьба між братами Тувайні і Маджидом. 1858 року намагався повалити Тувайні, але марно. був призначений валі Сухару, а 1868 року зрештою призначається валі (намісником) Гвадара в Мекрані.
У 1870 році виступив проти Аззани бін Кайс, який 1868 року сам захопив владу. Своєю базою зробив місто Сур. Туркі отримав допомогу від шейхів Дубаї, Рас-ель-Хайма і Аджману, а також гроші у розмірі 80 тис. оманський ріалів від занзібарського султана Маджида. За цим в битвах у Ваді-Занк і біля Матраху завдав поразки Аззані, який загинув. Оскільки доводилося боротися в середині країни з ібадитами — прихильниками Аззани бін Куайса, то був оголошений султаном лише 30 січня 1871 року після захоплення міст Матрах і Маскат.
До 1875 року претензії на владу висував також колишній султан Салім бін Тувайні. Разом з тим поновилася ворожнечами між племенами аль-гафірі й бану-хіна (останні були союзниками султана). Країна також перебувала в стані фінансової кризи. У 1874 році відвідав брата Баргаша, султана Занзібара, відя кого отримав данину, відповідно до угоди 1861 року. Це частково поліпшило фінанси Оману.
З огляду на це намагався спиратися на допомогу Великої Британії, потрапивши зрештою в від британської колоніальної влади в Індії. 14 квітня 1873 року під тиском британців зобов'язався закрити всі державні ринки рабів, захистити звільнених рабів.
З кінця 1870-х років постійно покращував й зміцнював управління провінціями й провідними містами, завдяки чому остакі роки його володарювання пройшли мирно. Помер Туркі бін Саїд 1888 року в Маскаті. Йому спадкував другий син Фейсал бін Туркі.

## Родина
- Мухаммад (1860–д/н)
- Фейсал (1864—1913), султан Оману
- Фахад (д/н — 1894)
- Туркія, дружина Хамада бін Тувейні, султана Занзібару
- донька